# Valter
A Valter germán eredetű férfinév, jelentése uralkodó, tevékeny + nép (vagy) sereg.

## Gyakorisága
Az 1990-es években igen ritka név, a 2000-es években nem szerepel a 100 leggyakoribb férfinév között.

## Névnapok
- április 8.[2]
- július 16.[2]

## Híres Valterek
- Endrei Walter magyar technikatörténész
- Torjay Valter magyar festőművész, művészettörténész
- Valter Germanovics Krivickij szovjet hírszerző
- Walter Benjamin német filozófus
- Walter Cunningham amerikai űrhajós
- Walter Eschweiler német labdarúgó-játékvezető
- Walter Gropius német építész
- Walter Matthau, amerikai filmszínész
- Walter Moers német karikaturista, képregényíró és rajzoló
- Walter Nudo olasz színész
- Walter Raleigh angol író, költő
- Walter Röhrl német autóversenyző
- Walter Ruttmann német filmrendező
- Walter Samuel argentin labdarúgó
- Walter Scott skót költő, regényíró
- Walter Short amerikai katona
- Walter Sickert angol festő
- Walter Schellenberg katonai hírszerző
- Walter Schirra amerikai űrhajós
- Walther von der Vogelweide német költő
- Walter Ulbricht német politikus